# Michał Bobrowski (satyryk)
Michał Jastrzębiec-Bobrowski (ur. 19 lipca 1927 w Warszawie, zm. 23 grudnia 2012 w Krakowie) – polski satyryk, scenarzysta, reżyser, autor tekstów piosenek, pomysłodawca Spotkania z Balladą. Absolwent Wyższej Szkoły Ekonomicznej.
W czasie II wojny światowej porucznik AK zgrupowania „Żelbet”. W latach 1956–1972 stworzył około tysiąca audycji rozrywkowych, które zostały wyemitowane. W 1968 roku na zlecenie szefowej Programu III Polskiego Radia, Ewy Ziegler, zorganizował cykl programów estradowych Wieczór w Nowym Żaczku, którego poszczególne odcinki nazywały się Spotkaniami z Balladą. W programach tych brali udział m.in. Krzysztof Materna, Marek Pacuła, Jerzy Stuhr. W roku 1972 Bobrowski został kierownikiem Redakcji Muzyki i Rozrywki w Krakowskim Ośrodku Telewizyjnym i postanowił przenieść Spotkania... z estrady na ekrany telewizyjne. Program ten nie schodził z anteny TVP2 przez 30 lat.
Został pochowany w Krakowie na cmentarzu Rakowickim w alei zasłużonych (kwatera LXIX pas B-2-25). 

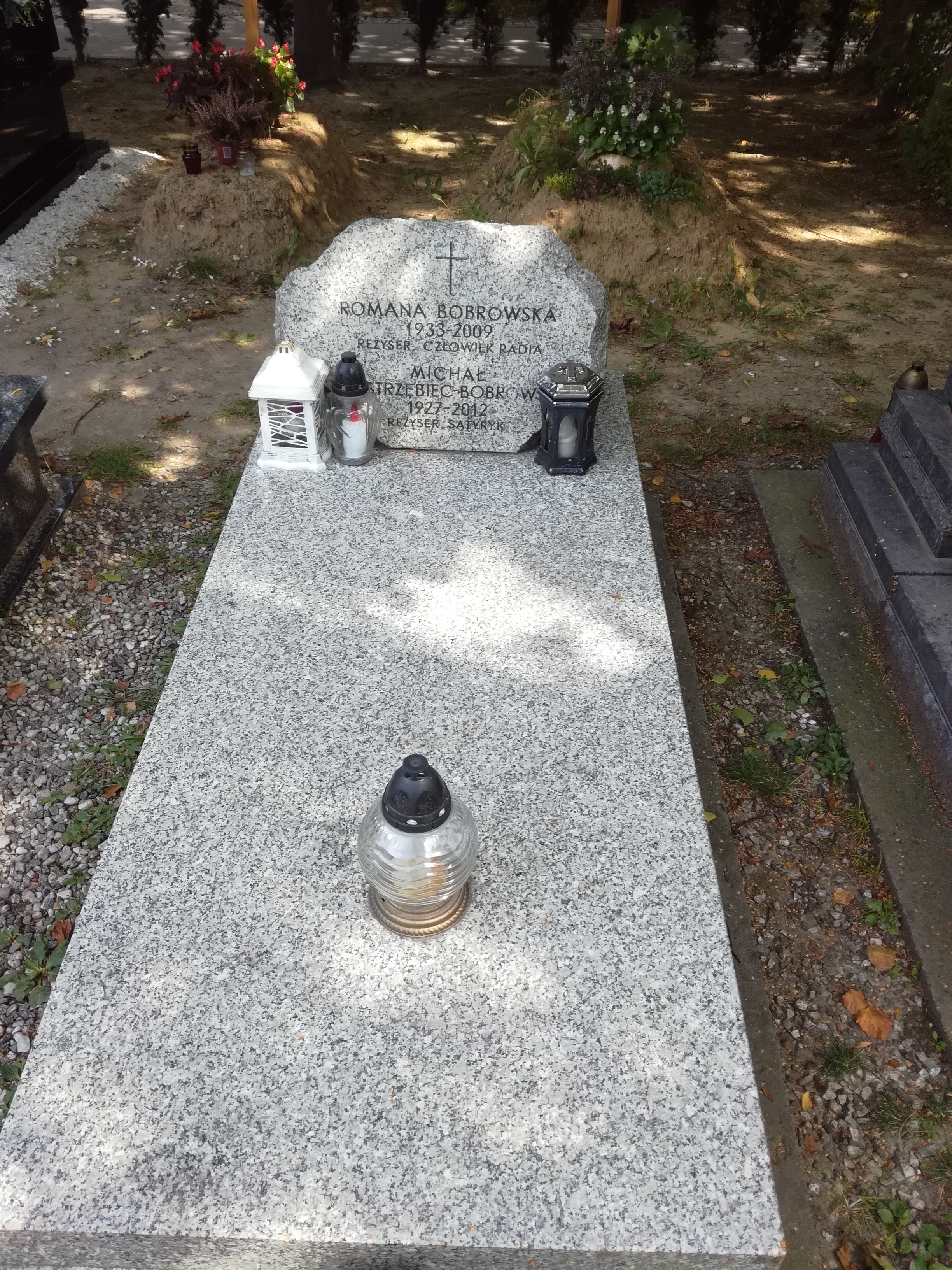
Grób Michała i Romany Bobrowskich na cmentarzu Rakowickim

## Nagrody i odznaczenia
- Krzyż Kawalerski Orderu Odrodzenia Polski
- Krzyż Armii Krajowej
- Medal Wojska (trzykrotnie)
- Srebrny Medal „Zasłużony Kulturze Gloria Artis” (2006)[3]
- Złoty Ekran za cykl programów Spotkanie z Balladą